# Classe Köln
La classe F120 Köln est une classe de frégates construite pour la Deutsche Marine.
Il s'agit des premiers grands navires de guerre construits en Allemagne depuis la fin de la Seconde Guerre mondiale.
Il s'agit des premiers navires au monde dotés d'un système de propulsion CODAG. Les navires ont reçu de nombreuses rénovations au cours de leur longue carrière avec de nouveaux appareils électroniques et tubes lance-torpilles. Les navires sont remplacées par les frégates de type 122 dans les années 1980 et quatre navires sont vendus à la marine turque.

## Navires de la classe
| Pennant number | Nom          | Chantier naval  | Pose de la quille | Lancement       | Commission       | Retrait du service | Destin                                                                         |
| -------------- | ------------ | --------------- | ----------------- | --------------- | ---------------- | ------------------ | ------------------------------------------------------------------------------ |
| F220           | Köln         | Stülcken & Sohn | 21 décembre 1957  | 6 décembre 1958 | 15 avril 1961    | 17 décembre 1982   | Utilisé comme ponton d'entrainement à Neustadt                                 |
| F221           | Emden        | Stülcken & Sohn | 15 avril 1958     | 21 mars 1959    | 24 octobre 1961  | 23 septembre 1983  | Vendu à la marine turque, renommé TCG Gemlik (D-361), détruit dans un incendie |
| F222           | Augsburg     | Stülcken & Sohn | 29 octobre 1958   | 15 août 1959    | 7 avril 1962     | 30 mars 1988       | Démoli à Hambourg                                                              |
| F223           | Karlsruhe    | Stülcken & Sohn | 15 décembre 1958  | 24 octobre 1959 | 15 décembre 1962 | 28 mars 1983       | Vendu à la marine turque, renommé TCG Gelibolu (D-360)                         |
| F224           | Lübeck       | Stülcken & Sohn | 28 octobre 1959   | 23 juillet 1960 | 6 juin 1963      | 1er décembre 1988  | Vendu à la marine turque pour cannibalisation                                  |
| F225           | Braunschweig | Stülcken & Sohn | 28 juillet 1960   | 3 février 1962  | 16 juin 1964     | 4 juillet 1989     | Vendu à la marine turque, renommé TCG Gemlik (D-361) (remplaçant l'ex-Emden)   |